# Castel din deșert
Castelele deșertului Omeiad, din care castelele deșertice ale Iordaniei reprezintă o parte proeminentă, sunt palate fortificate sau castel în ceea ce era atunci  Provincia Omeiad din Bilad al-Sham. Majoritatea „castelelor deșertice” omeiade sunt împrăștiate peste regiunile semi-aride din nord-estul Iordaniei, cu alte câteva în Siria, Israel și Cisiordania (Palestina).

## Nume
Ceea ce este cunoscut în limba română ca un „castel din deșert” este cunoscut în arabă ca qaṣr (singular), quṣur fiind pluralul.

## Valoare artistică
Castelele reprezintă unele dintre cele mai impresionante exemple de timpurii artă islamică și arhitectură islamică, iar unele sunt notabile pentru includerea multor fresce figurative și reliefuri care înfățișează oameni și animale, Aniconismul în Islam este mai puțin în arta islamică de mai târziu la o scară atât de mare și publică. Multe elemente ale palatelor deșertice sunt expuse în muzeele din Amman, în Ierusalim la Muzeul Rockefeller (decorații de la Palatul lui Hisham și Muzeul Pergamon din Berlin (Fațada Mshatta).

## Galerie

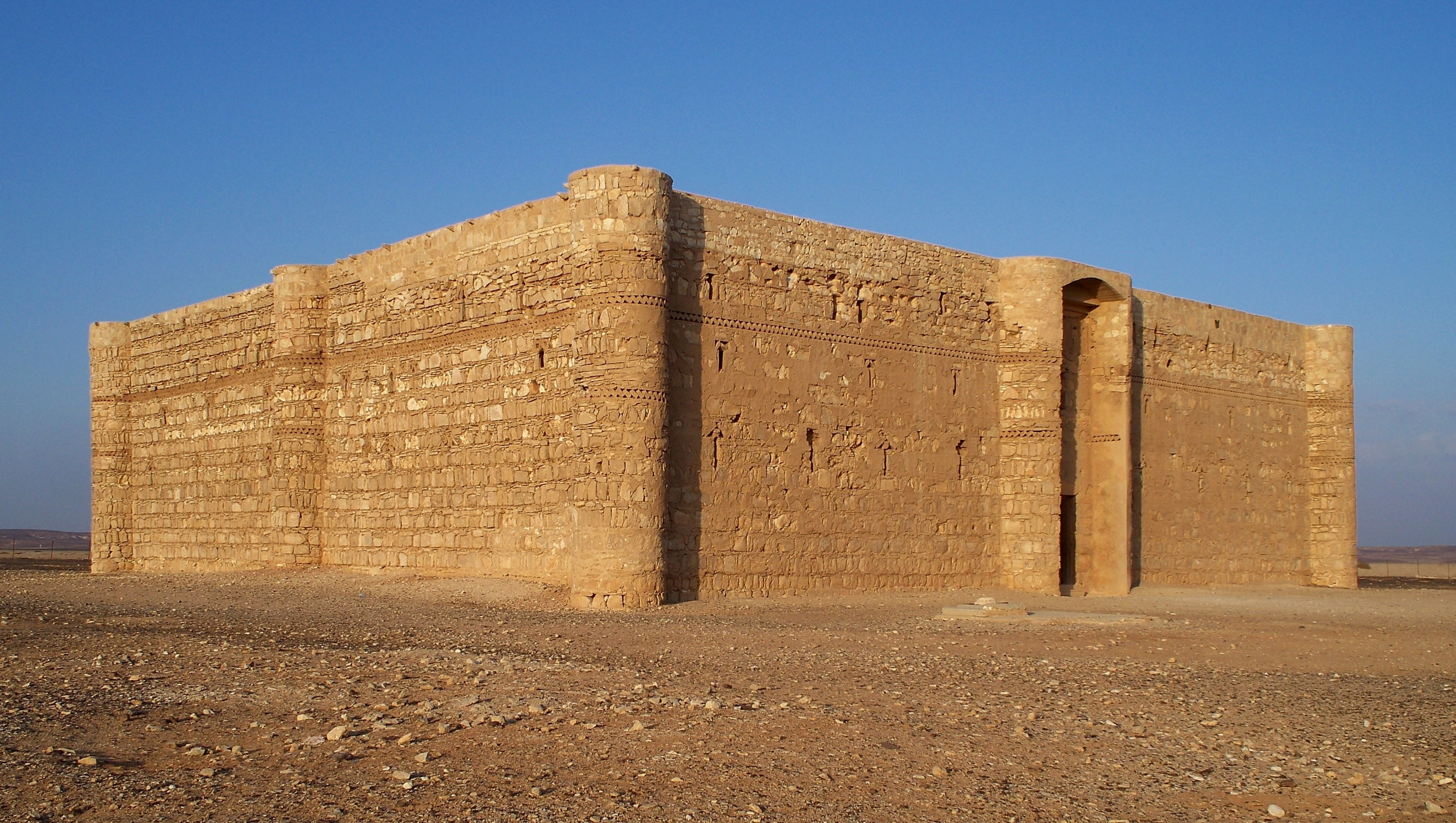
Qasr Kharana, Iordania
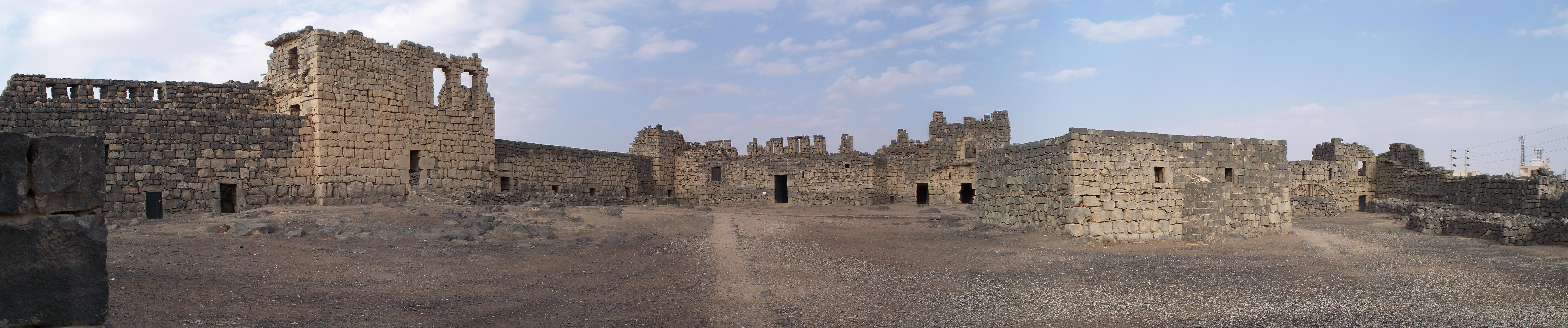
Qasr al-Azraq, Iordania
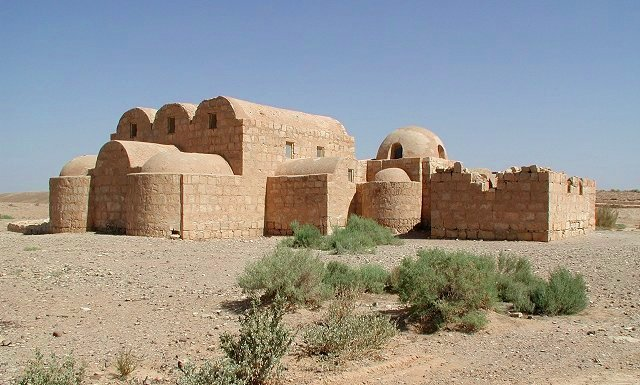
Quseir Amra, Iordania
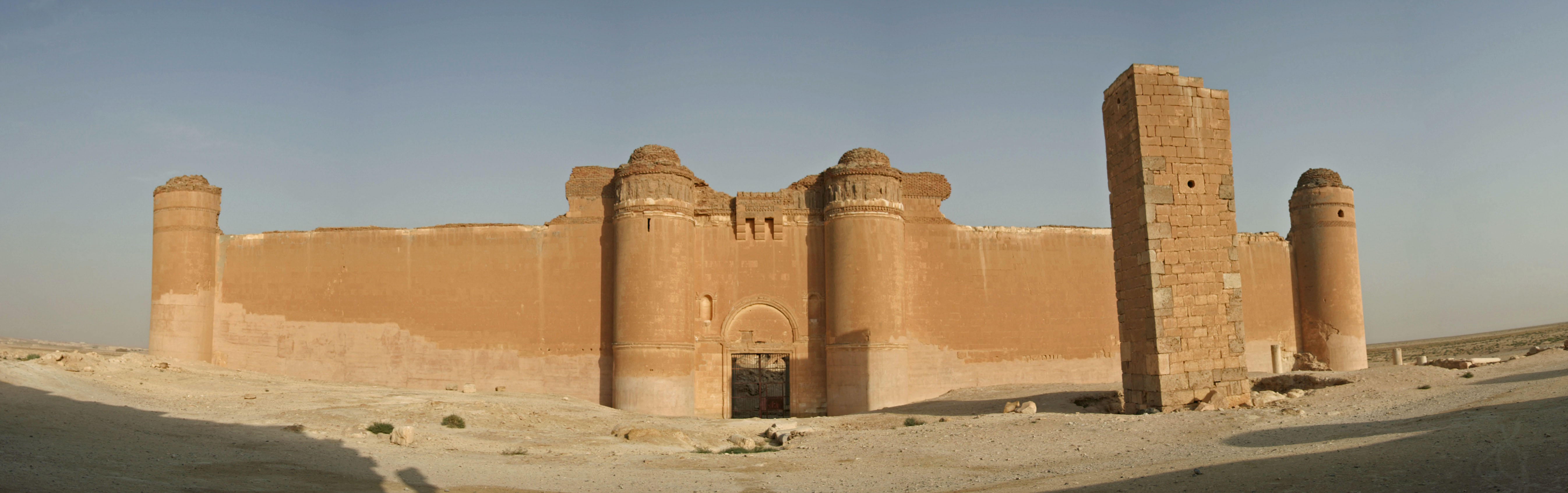
Qasr al-Hayr ash-Sharqi, Siria
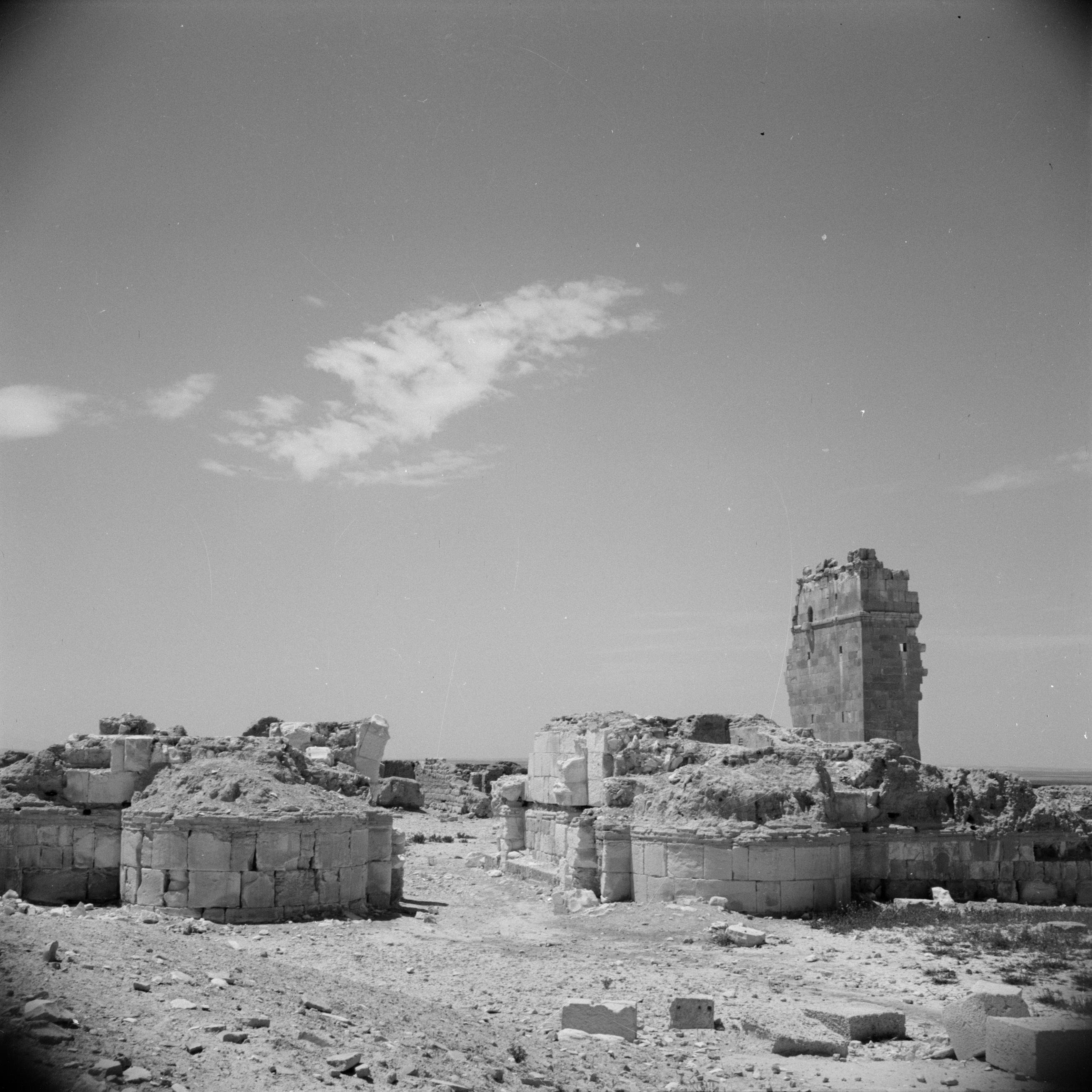
Qasr al-Hayr al-Gharbi, Siria (1950)
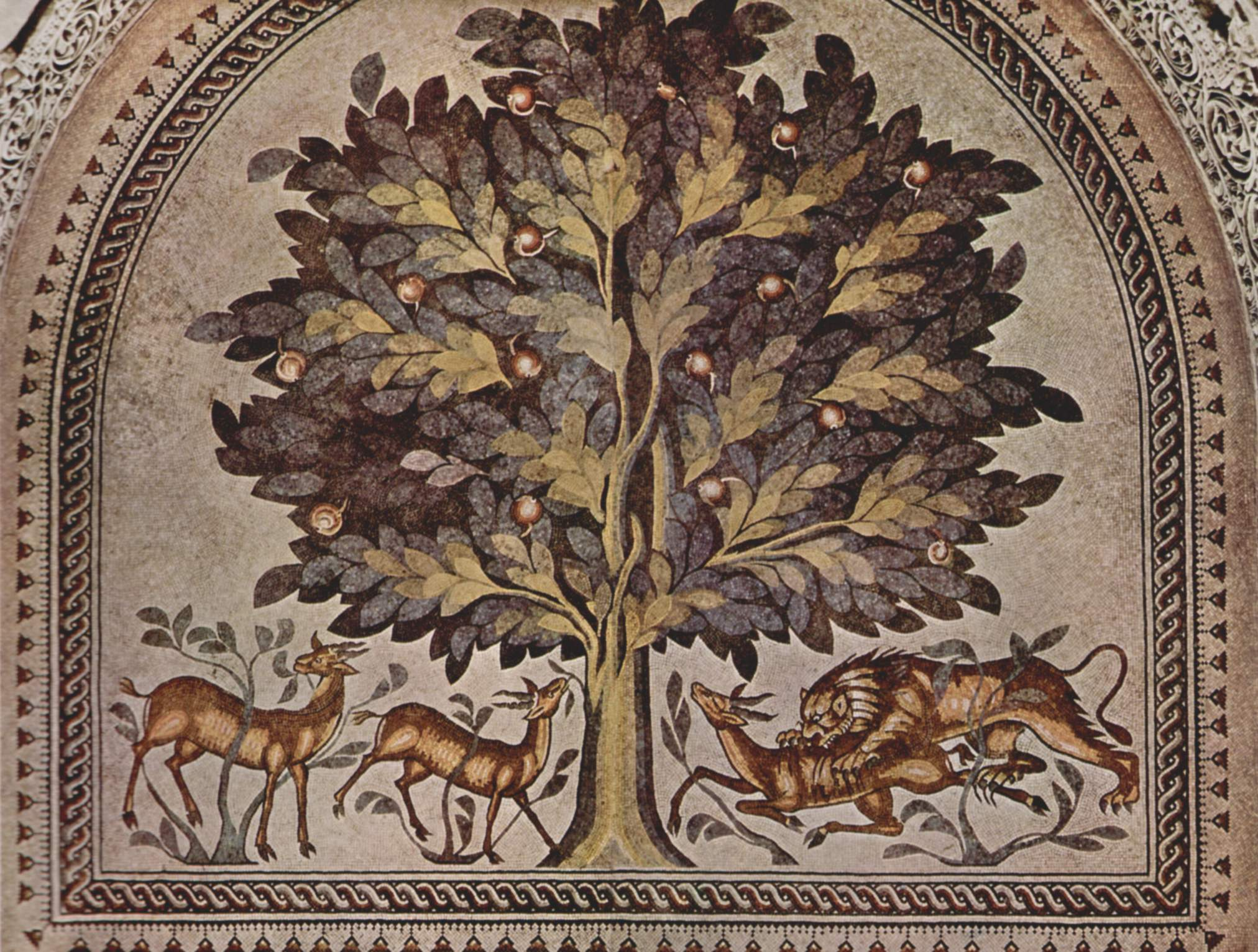
Khirbat al-Mafjar, "Hisham's Palace", Ierihon: Mozaic de podea în baie
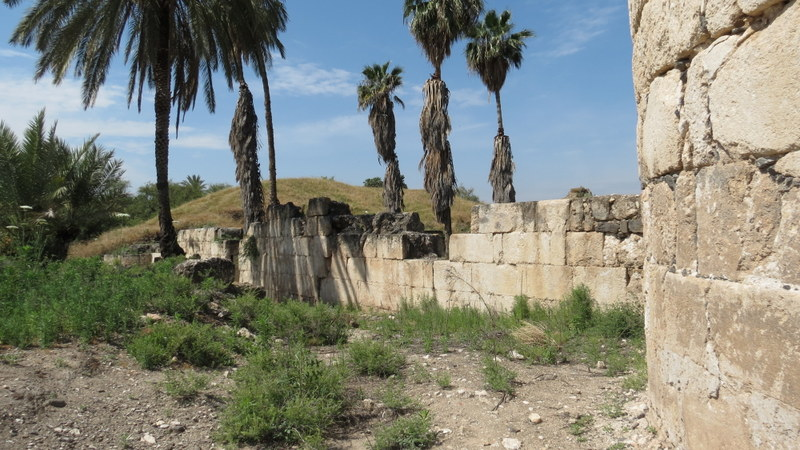
Qasr al-Minya, Israel
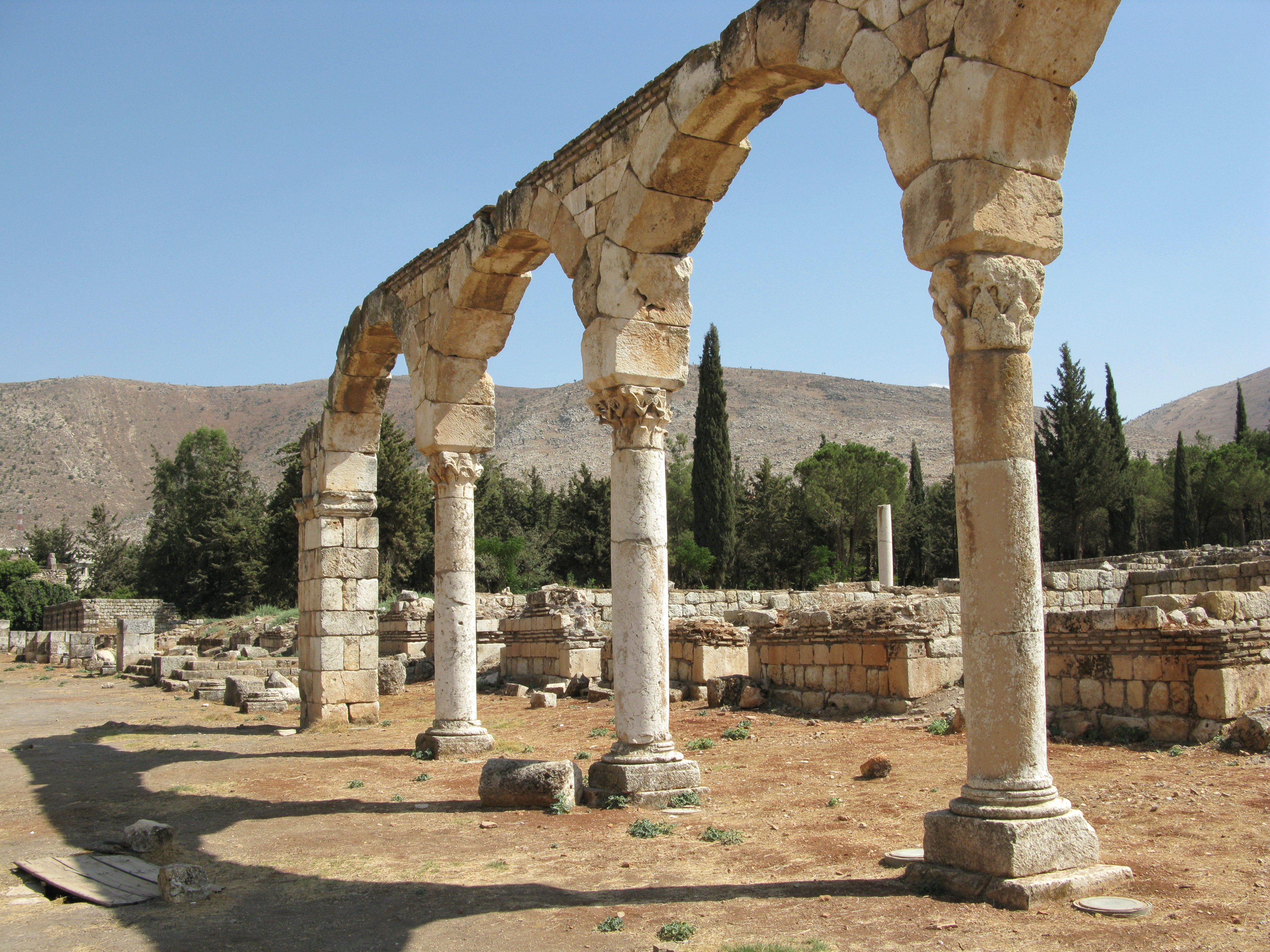
Anjar, oraș omeiad cu qasr, Liban